# Dengandhó de Juárez
Dengandhó de Juárez är en ort i Mexiko.   Den ligger i kommunen San Salvador och delstaten Hidalgo, i den sydöstra delen av landet, 100 km norr om huvudstaden Mexico City. Dengandhó de Juárez ligger 1 990 meter över havet och antalet invånare är 451.
Terrängen runt Dengandhó de Juárez är kuperad västerut, men österut är den platt. Runt Dengandhó de Juárez är det ganska tätbefolkat, med 120 invånare per kvadratkilometer. Närmaste större samhälle är San Salvador, 3,4 km öster om Dengandhó de Juárez. Omgivningarna runt Dengandhó de Juárez är en mosaik av jordbruksmark och naturlig växtlighet.